# Motojirō Kajii
Motojirō Kajii (梶井 基次郎?, Kajii Motojirō; Nishi-ku, 17 febbraio 1901 – Osaka, 24 marzo 1932) è stato uno scrittore giapponese.
Vissuto nel primo periodo Shōwa, fa parte della corrente shishōsetsu. È conosciuto per le sue brevi storie poetiche, lodate da scrittori come Yasunari Kawabata e Yukio Mishima.
Nonostante il corpus limitato di lavoro creato durante la sua breve vita, Kajii è riuscito a lasciare un'impronta duratura nella cultura giapponese. Il suo racconto "Limone" è un punto fermo dei libri di testo di letteratura. La riga di apertura di "Sotto i ciliegi" (I cadaveri sono sepolti sotto i ciliegi!) è comunemente citata in riferimento all'hanami, l'usanza giapponese di osservare i fiori di ciliegio.

## Biografia

### Infanzia e primi anni
Kajii nacque ad Osaka nel 1901. Frequentò la scuola elementare a Tokyo dal 1910 al 1911, la scuola media a Toba dal 1911 al 1913 e la scuola superiore di Kitano nella prefettura di Osaka dal 1914 al 1919. Nel settembre 1919, Kajii entrò nella Terza scuola superiore di Kyoto, dove il suo compagno di stanza era Tadashi Iijima, diventato poi famoso critico cinematografico. Mentre era studente lì nel 1920, gli fu diagnosticata la tubercolosi polmonare.

### Inizi nella letteratura
Nel 1924, Kajii entrò all'Università imperiale di Tokyo, dove studiò letteratura inglese. Poco dopo, ebbe l'idea di pubblicare una rivista letteraria di confraternita Aozora (青空, "Cielo blu"), con i suoi amici del liceo.
Nel 1925 Remon (檸檬, "Limone") fu pubblicato nel primo numero di Aozora.
Dopo aver rinunciato alla laurea, Kajii rimase a Yugasima (湯 ヶ 島, "Yugasima Onsen") nella penisola di Izu tra il 1927 e il 1928, sperando di riprendersi dalla malattia. Durante quel periodo, conobbe lo scrittore Yasunari Kawabata, con il quale strinse amicizia. I due scrittori suonavano insieme più volte alla settimana.
Dopo che Aozora cessò le pubblicazioni nel 1927, le opere di Kajii apparvero su Bungei Toshi (文藝都市, "La città letteraria"), un'altra rivista letteraria.

### Ultimi anni e morte
Nel settembre 1928 Kajii tornò a Osaka, dove trascorse un periodo di convalescenza a casa.
Percependo la morte imminente, alcuni suoi amici tra cui il poeta Tatsuji Miyoshi e Ryūzō Yodono decisero di pubblicare il suo primo libro, una raccolta dei suoi racconti intitolati Limone nel 1931.
Nel 1932 scrisse la sua prima novella, intitolata Nonki na kanja (のんきな患者, "Paziente affabile"). La sua pubblicazione su Chūōkōron, che aveva commissionato il lavoro, fu la prima di Kajii nella rivista commerciale.
Il 24 marzo 1932 Kajii morì di tubercolosi all'età di 31 anni.

## Opere
Storie pubblicate in riviste
1. "Keikichi" (奎吉? "Keikichi") - maggio 1923
2. "Mujun no yōna shinjitsu" (矛盾の様な真実? "La verità come contraddizione") - luglio 1923
3. Remon (檸檬? "Limone") – gennaio 1925
4. "Shiro no aru machi nite" (城のある町にて? "In una città castello") - febbraio 1925
5. "Deinei" (泥濘? "Fango") - luglio 1925
6. "Rojō" (路上? "Sulla strada") - ottobre 1925
7. "Tochi no hana" (橡の花? "Aesculus") - novembre 1925
8. "Kako" (過古? "Nel passato") - gennaio 1926
9. "Setsugo" (雪後?, "Dopo la neve") - giugno 1926
10. "Kawabata Yasunari Dai-yon tanpen-shu Shinjū wo shudai to seru barieishon" (川端康成第四短篇集「心中」を主題とせるヴァリエイシヨン?) - luglio 1926
11. "Aru kokoro no fūkei" (ある心の風景? "Paesaggio dell'anima") - agosto 1926
12. "K no shōten – aruiwa K no dekishi" (Kの昇天 – 或はKの溺死? "L'ascensione di K") - ottobre 1926
13. Fuyu no hi (冬の日? "Giorni d'inverno") - febbraio, aprile 1927
14. "Sōkyū" (蒼穹?, "Cielo blu") - marzo 1928
15. "Kakei no hanashi" (筧の話? "Pipa di bambù") – aprile 1928
16. "Kigakuteki-genkaku" (器樂的幻覺? "Illusioni strumentali") – maggio 1928
17. "Fuyu no hae" (冬の蠅? "Mosche d'inverno") – maggio 1928
18. "Aru gake-ue no kanjō" (ある崖上の感情? "Sentimenti in cima a una scogliera") – luglio 1928
19. Sakura no ki no shita ni wa (櫻の樹の下には? "Sotto i ciliegi") – dicembre 1928
20. "Aibu" (愛撫? "Carezza") – June 1930
21. "Yami no emaki" (闇の繪巻? "Rotolo d'oscurità") – Settembre 1930
22. "Kōbi" (交尾? "Accoppiamento") – gennaio 1931
23. Nonnki na kanja (のんきな患者? "Paziente affabile") – January 1932, novella

### Traduzioni italiane
- Limone e altri racconti, trad. Capponcelli, Atmosphere Libri, 2019, ISBN 9788865643075.